# Zajączkowo (województwo zachodniopomorskie)
Zajączkowo (niem. Alt Sanskow) – wieś w Polsce położona w województwie zachodniopomorskim, w powiecie świdwińskim, w gminie Połczyn-Zdrój. W 2011 roku liczba mieszkańców we wsi Zajączkowo wynosiła 183.